# Bahnhof Champ de Mars - Tour Eiffel
Der Bahnhof Champ de Mars - Tour Eiffel (franz. Gare du Champ de Mars - Tour Eiffel) im Südwesten von Paris nahe dem Eiffelturm ist einer der meistgenutzten Haltepunkte des Réseau express régional d’Île-de-France (RER).

## Geschichte

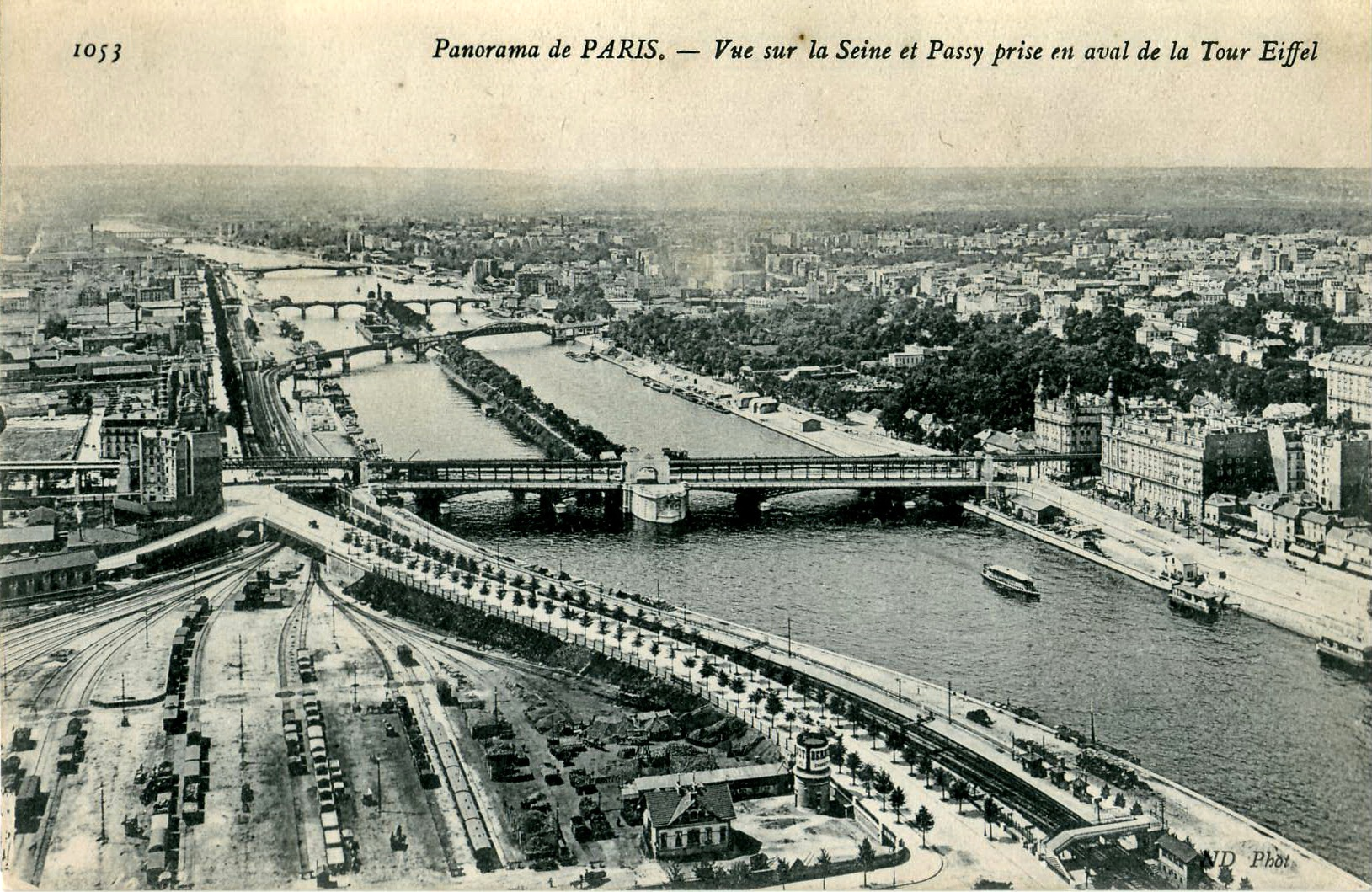
Kopfbahnhof und Durchgangsbahnhof (rechts) an der Strecke nach Invalides (1900er Jahre)

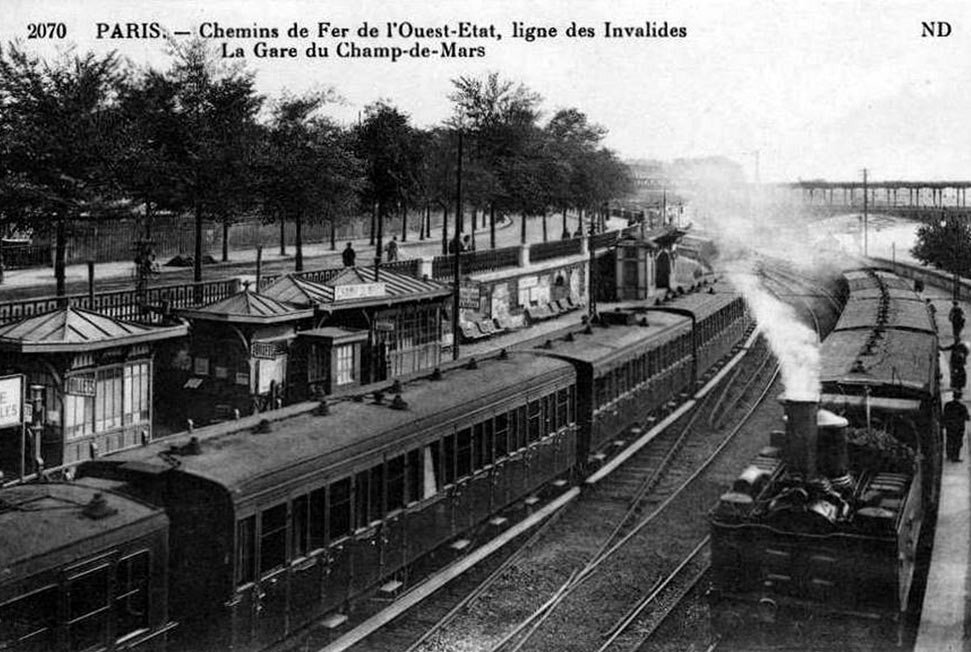
Dampfbetrieb im Durchgangsteil des Bahnhofs Champ de Mars (um 1910)

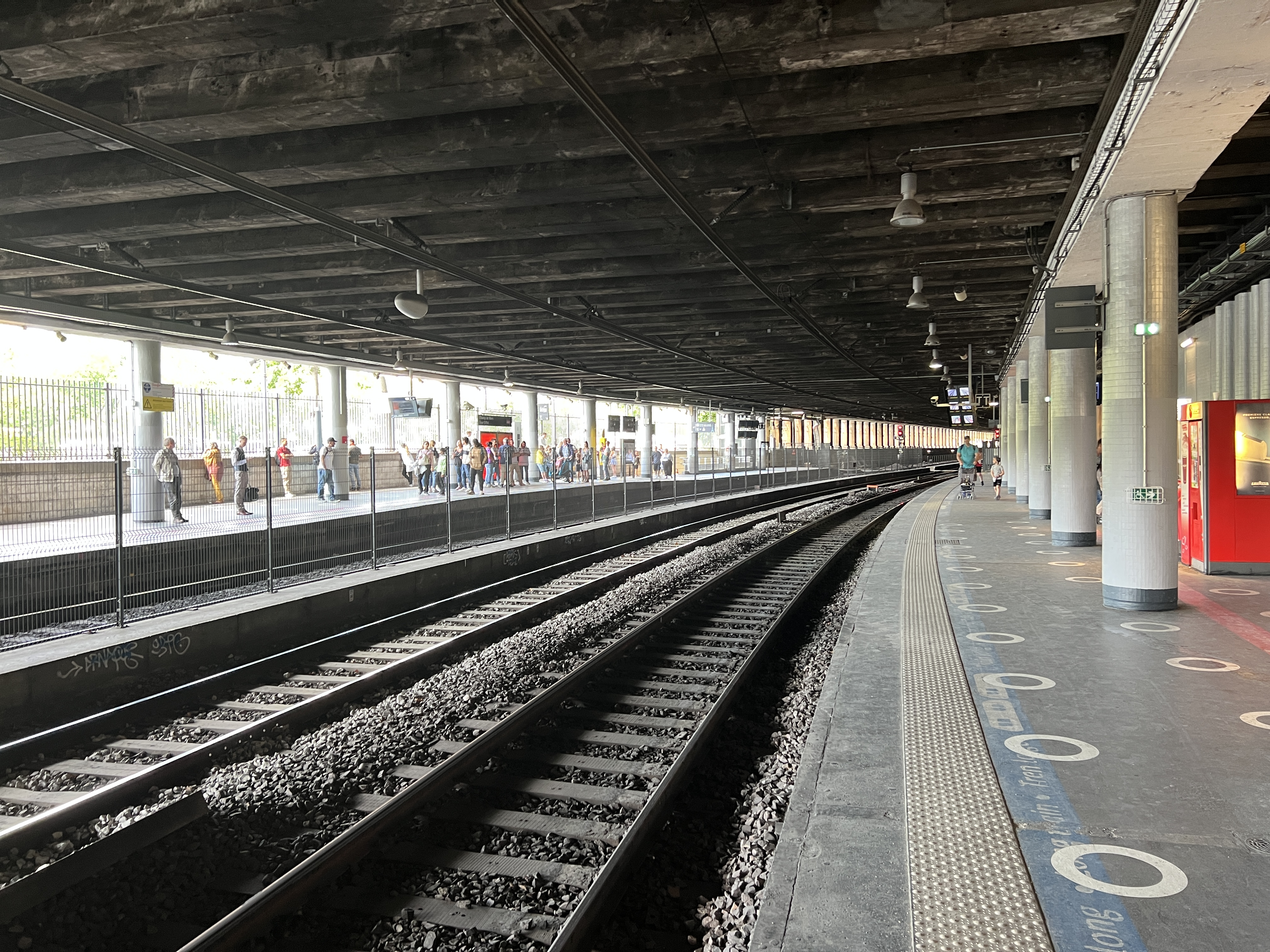
Streckengleis Richtung Westen und Stumpfgleis, links Gleis und Bahnsteig Richtung Osten

Das Schicksal der Station ist eng mit den in Paris stattfindenden Weltausstellungen verknüpft. Bereits 1867 eröffnete man dort einen Bahnhof als Zugangspunkt zur auf dem Champ de Mars stattfindenden Weltausstellung jenes Jahres. Doch dieser Bahnhof wurde zunächst nicht weiter genutzt. Zehn Jahre später griff die Compagnie des Chemins de fer de l’Ouest (Ouest) auf ihn zurück und nutzte ihn als Ausgangspunkt für eine Strecke, die die Ligne de Petite Ceinture unterqueren und bis zum Vorort Issy (seit 1893: Issy-les-Moulineaux) führen sollte. Anlass für deren Eröffnung war wiederum eine Weltausstellung, diesmal die des Jahres 1878. Davon gebaut wurde aber nur der kurze Abschnitt nach Grenelle an der Petite Ceinture. Am 25. November 1877 ging dieser für den Güter- und am 1. April 1878 für den Personenverkehr in Betrieb. Am 1. Mai 1889 wurde die „Ligne des Moulineaux“ zwischen Champ de Mars und Puteaux – rechtzeitig zum Beginn der Weltausstellung von 1889 – eröffnet.
Zum Beginn der Weltausstellung von 1900 sollte die Bahnstrecke Paris-Invalides–Versailles-Rive-Gauche („Ligne des Invalides“) in Betrieb gehen. Tatsächlich gelang das nur im Abschnitt vom Bahnhof Invalides bis Issy-les-Moulineaux. Der Endbahnhof Champ de Mars erhielt an der neuen Strecke einen zusätzlichen Durchgangsbahnhof. Da der Endabschnitt zur Esplanade des Invalides gedeckelt wurde, setzte man dort im Pendelverkehr Elektrotriebwagen ein, die den Strom aus seitlich der Gleise angebrachten Stromschienen bezogen. Im Bahnhof Champ de Mars musste zwischen jenen und den Dampfzügen umgestiegen werden. Nach dem Ende der Weltausstellung wurde die Betondecke des Tunnels wieder geöffnet, sodass auch Dampflokomotiven den Bahnhof Invalides anfahren konnten. Für den Vorortverkehr wurden Elektrolokomotiven der Baureihe 5000 beschafft. Am 1. Juli 1901 wurde schließlich der Abschnitt von Issy bis Meudon-Val Fleury eröffnet, am 31. Mai 1902 der elektrische Vorortverkehr bis Versailles-Rive-Gauche aufgenommen. Kurz vor dem Ersten Weltkrieg begann der Einsatz von Automotrices Standard der 1. Serie, sie wurden im Betriebswerk Champ-de-Mars beheimatet.
1977 begannen die Arbeiten an der Verbindung der Bahnhöfe Gare des Invalides und Gare d’Orsay. In diesem Zusammenhang wurde die Stromversorgung auf Oberleitung und 1500-V-Gleichspannung umgestellt, die lange auf der Strecke eingesetzten Automotrices Standard wurden im Mai 1979 von der Baureihe Z 5300 abgelöst. Im Jahr darauf wurde die „Ligne des Invalides“ als Zweig der Linie C Teil des Schnellbahnnetzes RER.
Der Bahnhof ist gedeckelt, zur Seine hin aber geöffnet. Zwischen den beiden Streckengleisen an Seitenbahnsteigen wurde ein Stumpfgleis angelegt. Im Jahr 2023 wurde der Bahnhof täglich von rund 19.140 Reisenden genutzt.

## Umsteigemöglichkeiten
Über einen Verbindungstunnel für Fußgänger besteht eine Umsteigeverbindung mit der Station Bir-Hakeim zur Linie 6 der Pariser Métro.